# Торгунский уезд
Торгунский уезд — административно-территориальная единица Букеевской губернии (с 1920 года — в составе Киргизской АССР), существовавшая в 1919—1922 годах.
Торгунский уезд с центром в г. Степной был образован в 1919 году. В 1920 включал 15 кочевых волостей, имевших номера (с 1 по 15) вместо названий.
25 ноября 1920 года вместо 15 номерных волостей было создано 9 новых:
- Джуматская кочевая
- Едильбаевская. Центр — аул Бекбекова
- Камыстинская кочевая
- Карабультекская. Центр — аул Бекмухамедова Аубакира
- Куйген-Кульская. Центр — урочище Куйген-Куль
- Мечеткумская. Центр — урочище Мечет-Кум
- Муратсайская. Центр — урочище Муратсай
- Танийская. Центр — п. Джаныбек
- Танинская. Центр — урочище Урмалык

30 декабря 1920 Камыстинская волость была упразднена, а вместо неё создана Тауская кочевая волость.
13 марта 1921 года были образованы Айдекенская (центр — урочище Айдекен), Алтатинская (центр — урочище Сепер), Бескумская (центр — урочище Каратакай), Бисенчегенская (центр — урочище Урлы-Куль) и Шеркемская (центр — урочище Арамчалгин) волости. При этом Едильбаевская и Карабультекская волости были присоединены к Айдекенской волости, Мечеткумская — к Бескумской. Центр Муратсайской волости перенесён в урочище Канслу, Танийской — в урочище Тани, Танинской — в урочище Джиек-Кум.
21 сентября 1921 Бисенчегенская волость переименована в Суналинскую.
19 марта 1922 года г. Степной переименован в Торгунск.
16 мая 1922 года образованы Джаныбекская, Джиек-Кумская и Торгунская кочевые волости. При этом Маратсайская волость вошла в состав Джиек-Кумской, Суналинская и Танийская — в состав Джаныбекской, Танинская — в состав Торгунской. Упразднены Айдекенская, Алтатинская и Шеркемская волости.
31 мая 1922 года Торгунский уезд был упразднён, а его территория передана в Урдинский уезд.